# Canal des Ardennes

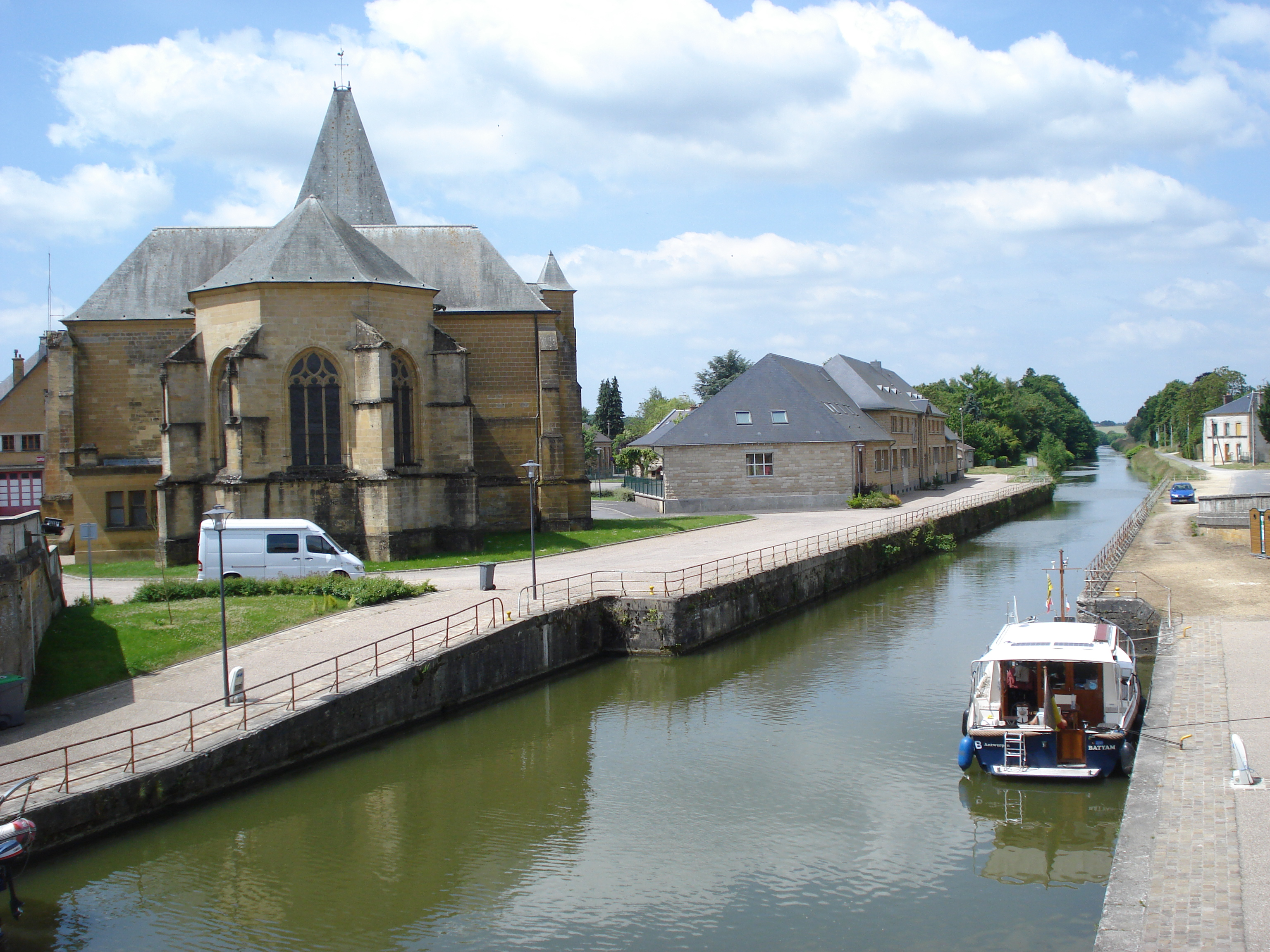
Der Kanal in Le Chesne

Der Canal des Ardennes [kanal dez‿aʁdɛn] (deutsch Ardennenkanal) ist ein französischer Schifffahrtskanal, der im Département Ardennes in der Region Grand Est verläuft.

## Geographie
Der Kanal ist Teil eines Binnenwasserweges, der Belgien und das Gebiet der Ardennen mit dem Großraum Paris verbindet. Diese Strecke setzt sich aus folgenden Wasserwegen zusammen:
- Maas (frz.: Meuse) – als kanalisierter Fluss
- Canal de la Meuse (früher: Canal de l’Est – branche Nord)
- Canal des Ardennes
- Canal latéral à l’Aisne
- Aisne – als kanalisierter Fluss
- Oise – als kanalisierter Fluss

### Verlauf und technische Infrastruktur
Der Canal des Ardennes beginnt an der Maasschleuse bei Dom-le-Mesnil, wo er Anschluss an den Canal de la Meuse (deutsch: Maas-Kanal) hat und endet bei Vieux-lès-Asfeld, wo er in den Canal latéral à l’Aisne übergeht. Er hat eine Gesamtlänge von 99 Kilometern.
Er besteht aus 2 Abschnitten mit getrennter Kilometerzählung, die durch ein kurzes Stück Aisne miteinander verbunden sind.
- von der Maasschleuse bis Rilly-sur-Aisne

Dieser Teil ist ein Kanal des Typus Wasserscheidenkanal, hat eine Länge von 39 Kilometern und folgt dem Flüsschen Bar bis zur Wasserscheide bei Le Chesne (Ardennes). Bei Saint-Aignan (Ardennes) ist ein Tunnel zu passieren. Er verfügt über 34 Schleusen, davon 27 auf einer Strecke von nur neun Kilometern beim Abstieg zur Aisne, die er bei Rilly-sur-Aisne erreicht.
- von Rilly-sur-Aisne nach Vieux-lès-Asfeld

Dieser Teil ist ein Kanal des Typus Seitenkanal, folgt auf einer Länge von 60 Kilometern dem Fluss Aisne und verfügt über 14 Schleusen.
In Rilly-sur-Aisne zweigt der Stichkanal Canal de Vouziers nach Vouziers ab.

### Koordinaten
Abschnitt 1:
- Ausgangspunkt des Kanals: 49° 41′ 37″ N, 4° 49′ 46″ OKoordinaten: 49° 41′ 37″ N, 4° 49′ 46″ O
- Endpunkt des Kanals: 49° 29′ 25″ N, 4° 38′ 38″ O

Abschnitt 2:
- Ausgangspunkt des Kanals: 49° 24′ 14″ N, 4° 42′ 13″ O
- Endpunkt des Kanals: 49° 27′ 28″ N, 4° 5′ 53″ O

### Orte am Kanal

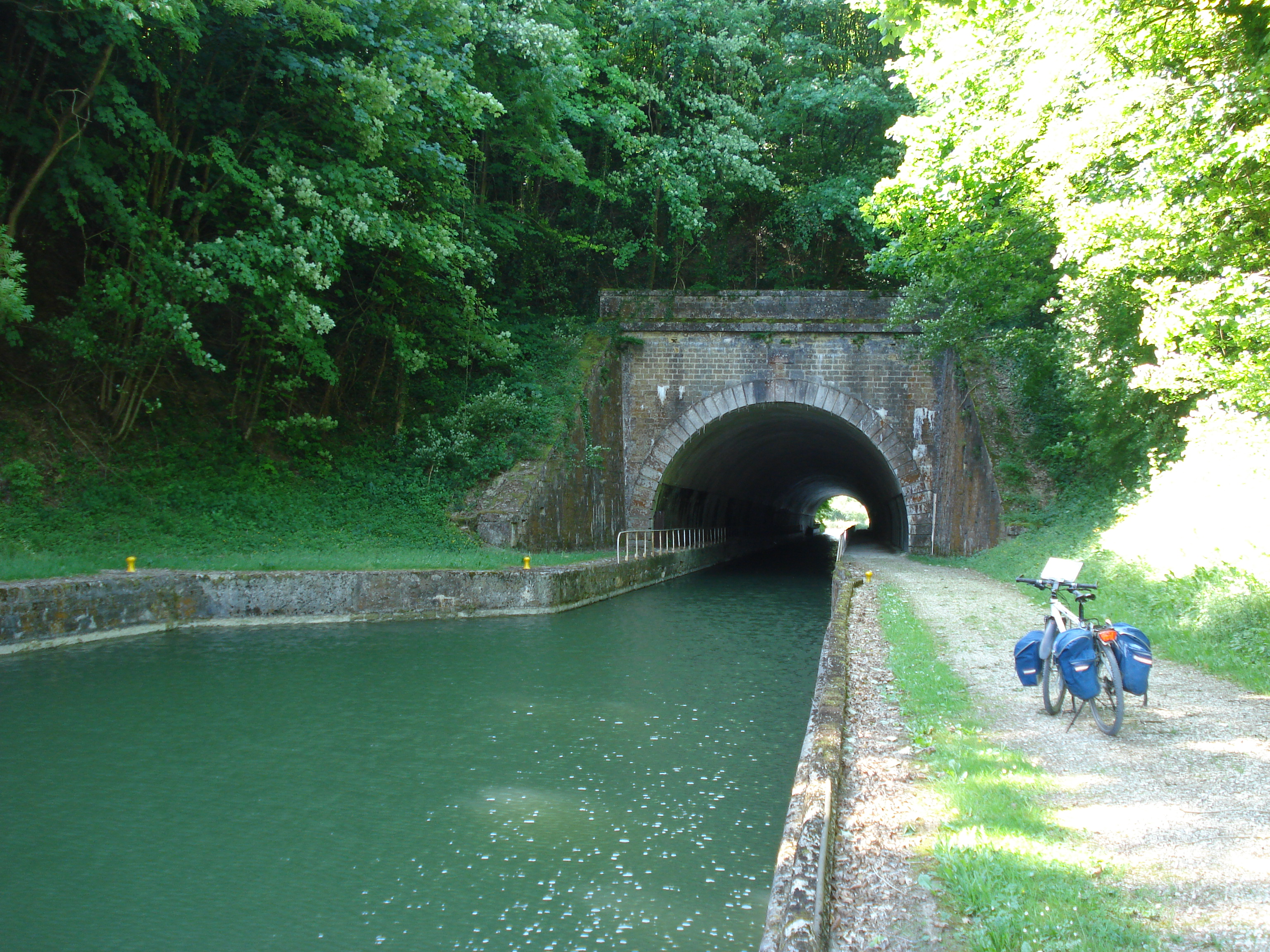
Kanaltunnel Saint-Aignan

- Pont-à-Bar
- Le Chesne
- Neuville-Day
- Rilly-sur-Aisne
- Vouziers (über Stichkanal)
- Rethel
- Asfeld
- Vieux-lès-Asfeld

## Geschichte
- 1823 Beginn der Bauarbeiten
- 1827–1831 Etappenweise Eröffnung des Kanals
- 1836 Eröffnung des Stichkanals von Vouziers für die Schifffahrt
- 1842–1846 Modernisierung der Schleusentreppe von Le Chesne

## Wirtschaftliche Bedeutung
Die Frachtschifffahrt hat nach und nach ihre Bedeutung verloren. Dennoch wird auch heute noch der Wasserweg häufiger von Frachtschiffen benutzt. Sport- und Hausboote kommen im Vergleich mit anderen Wasserwegen seltener vor.